# 红腹海参
红腹海参（学名：Holothuria edulis）为海参科海参属的动物。分布于印度-西太平洋区域以及中国大陆的海南岛、西沙群岛等地，常栖息于岸礁沙底。该物种的模式产地在菲律宾。